# 特蘭特冰川
特蘭特冰川（英語：Tranter Glacier），是南極洲的冰川，位於沙克爾頓海岸，處於伊麗莎白女王嶺地區，最終在奇弗斯山和博曼山之間注入尼姆羅德冰川，美國地質調查局根據測量和美國海軍拍攝的空中照片繪入地圖，現時由南極條約體系管理。